# Выборы губернатора Делавэра (2020)
Губернаторские выборы 2020 года в штате Делавэр были проведены 3 ноября 2020 года для избрания губернатора штата Делавэр одновременно с выборами президента, Сената, Палаты Представителей и губернаторов других штатов. Действующий губернатор-демократ Джон Карни был переизбран на новый срок, победив республиканку Джулианну Мюррей.

## Социология
| Опрос проводил       | Дата                | Выборка | Джон Карни (D) | Джулианна Мюррей (R) | Прочие/ Не определились |
| -------------------- | ------------------- | ------- | -------------- | -------------------- | ----------------------- |
| Университет Делавэра | 21—27 сентября 2020 | 847     | 55%            | 26%                  | 19%                     |

## Результаты
| Кандидат                            | Партия                       | Голосов | %       |
| ----------------------------------- | ---------------------------- | ------- | ------- |
| Джон Карни                          | Демократическая партия       | 292 903 | 59,5%   |
| Джулианна Мюррей                    | Республиканская партия       | 190 312 | 38,6%   |
| Кэти Дематтис                       | Независимая партия Делавэра  | 6 150   | 1,25%   |
| Джон Мачурек                        | Либертарианская партия       | 3 270   | 0,66%   |
| Всего голосов                       | Всего голосов                | 492 635 | 100,00% |
| Явка                                | Явка                         | 507 805 | 68,66%  |
| Зарегистрировано избирателей        | Зарегистрировано избирателей | 739 570 | 100,00% |
| Источник: Delaware Election Results |                              |         |         |

### Результаты по округам
| Округ                                             | Джон Карни | %     | Джулианна Мюррей | %     | Всего   |
| ------------------------------------------------- | ---------- | ----- | ---------------- | ----- | ------- |
| Кент                                              | 44 352     | 51,9% | 39 332           | 46,0% | 85 415  |
| Нью-Касл                                          | 191 678    | 68,4% | 82 545           | 29,5% | 280 039 |
| Сассекс                                           | 56 873     | 44,7% | 68 435           | 53,8% | 127 181 |
| Всего                                             | 292 903    | 59,5% | 190 312          | 38,6% | 492 635 |
| Источник: Delaware Governor Election Results 2020 |            |       |                  |       |         |